# Позо Сан Игнасио (Виљагран)
Позо Сан Игнасио (шп. Pozo San Ignacio) насеље је у Мексику у савезној држави Гванахуато у општини Виљагран. Насеље се налази на надморској висини од 1775 м.

## Становништво
Према подацима из 2005. године у насељу је живело 13 становника.

### Хронологија
| Година       | 2005 |
| ------------ | ---- |
| Становништво | 13   |

### Попис
| # | Индикатор                        | Вредност |
| - | -------------------------------- | -------- |
| 1 | Укупно појединачних домаћинстава | 2        |